# Akane Chihaya
Akane Chihaya (japanisch 千早 茜, * 2. August 1979 in Ebetsu, Hokkaidō) ist eine japanische Schriftstellerin. Sie wurde mit zahlreichen Literaturpreisen ausgezeichnet, darunter dem Izumi-Kyōka-Literaturpreis, dem Shimase-Preis für Liebesgeschichten und dem Naoki-Preis. Chihayas Werke sind vielfältig und reichen von phantastischen Erzählungen bis zu realistischen psychologischen Porträts. Sie thematisiert oft zwischenmenschliche Beziehungen, Erotik, Sinnlichkeit und weibliche Selbstfindung. Ihr Stil ist für seine Bildkraft und poetische Sprache bekannt.

## Leben
Akane Chihaya wurde 1979 in Ebetsu auf Hokkaidō geboren. Aufgrund der beruflichen Tätigkeit ihres Vaters, eines Veterinärmediziners mit Spezialisierung auf Pathologie bei der internationalen Organisation JICA, verbrachte sie die Schuljahre 1 bis 4 in Sambia und besuchte dort eine amerikanische Schule. Bereits in ihrer Schulzeit interessierte sie sich für klassische Literatur, übersetzte in der Oberschule das gesamte Werk Ise Monogatari ins moderne Japanisch und absolvierte später ein Studium an der Fakultät für Literatur des Human Sciences Institute der Ritsumeikan-Universität.
Nach dem Studium arbeitete sie in verschiedenen Nebenjobs, unter anderem in der medizinischen Verwaltung und in Museen. Inspiriert durch das Gedicht Tegami (手紙, Der Brief) von Terayama Shūji begann sie, Gedichte über Fische zu schreiben, woraus schließlich ihr Debütroman hervorging. Beeinflusst von Haruki Murakami nahm sie sich vor, sich nur einmal im Leben mit einem Werk um einen Literaturpreis zu bewerben. Das tat sie mit 29 Jahren und gewann damit 2008 den Shōsetsu-Subaru-Nachwuchspreis.

## Werke
- Iogami (魚神, Fischgott), 2009
- Otogi no kakera. Shinshaku seiyō dōwashū (おとぎのかけら 新釈西洋童話集, Märchensplitter – Neu erzählte westliche Märchen), 2010
- Karamaru (からまる, Verwoben), 2011
- Ayakashi zōshi. Miyako no ohanashi (あやかし草子 みやこのおはなし, Märchenhafte Stadtgeschichten), 2011
- Mori no ie (森の家, Haus im Wald), 2012
- Sakura no kubikazari (桜の首飾り, Kirschblüten-Halskette), 2013
- Atokata (あとかた, Spuren), 2013
- Nemuri no niwa (眠りの庭, Der Garten des Schlafs), 2013
- Otoko tomodachi (男ともだち, Männliche Freunde), 2014
- Seiyō kashiten Puti Fūru (西洋菓子店プティ・フール, Patisserie Petit Four), 2016
- Yoru ni naku tori wa (夜に啼く鳥は, Vögel, die nachts singen), 2016
- Gāden (ガーデン, Der Garten), 2017
- Ningyō-tachi no hakuchūmu (人形たちの白昼夢, Tagtraum der Puppen), 2017
- Kurōzetto (クローゼット, Kleiderschrank), 2018
- Tadashii onna-tachi (正しい女たち, Die richtigen Frauen), 2018
- Inu mo kuwanai (犬も食わない, Nicht mal Hunde fressen das), 2018
- Warui tabemono (わるい食べもの, Schlechtes Essen [Essayband]), 2018
- Kamisama no himatsubushi (神様の暇つぶし, Gottes Zeitvertreib), 2019
- Sankaku (さんかく, Dreieck), 2019
- Tōmei na yoru no kaori (透明な夜の香り, Duft der durchsichtigen Nacht), 2020
- Shitsukoku warui tabemono (しつこく わるい食べもの, Immer wieder schlechtes Essen [Essayband]), 2021
- Hikinami (ひきなみ, Brandung), 2021
- Shirogane no ha (しろがねの葉, Die silbernen Blätter), 2022
- Korizuni warui tabemono (こりずに わるい食べもの, Unverbesserlich schlechtes Essen [Essayband]), 2022
- Akai tsuki no kaori (赤い月の香り, Duft des roten Mondes), 2023
- Marie (マリエ, Marie), 2023

Bisher liegen keine Werke in deutscher Übersetzung vor (Stand: 8. Mai 2025).

## Auszeichnungen
- 2008: Shōsetsu-Subaru-Nachwuchspreis für Iogami
- 2009: Izumi-Kyōka-Literaturpreis für Iogami
- 2013: Shimase-Preis für Liebesgeschichten für Atokata
- 2014: Arai-Preis für Otoko tomodachi
- 2021: Watanabe-Jun'ichi-Literaturpreis für Tōmei na yoru no kaori
- 2023: Naoki-Preis für Shirogane no ha[2]

Quelle: World of Literary Prizes